# Catodontherium
Catodontherium — вимерлий рід палеогенових парнопалих, що належить до родини Anoplotheriidae. Він був ендемічним для Західної Європи та мав часовий ареал виключно до середнього еоцену, хоча його найдавніша поява залежить від того, чи справді C. argentonicum є видом Catodontherium. Вперше він був названий Catodus французьким палеонтологом Шарлем Депере в 1906 році, який створив два види для роду, а потім змінив назву роду на Catodontherium у 1908 році. У 1910 році швейцарський палеонтолог Ганс Георг Штелін перейменував один вид і класифікував два інші нещодавно створені види в Catodontherium. Сьогодні відомо чотири види, хоча два з них залишаються під питанням щодо розміщення роду.

## Опис
Ця тварина була від середнього до великого розміру, а деякі види могли досягати розміру маленького коня. Череп був низьким і довгим і мав передочну ямку в верхньощелепних кістках, як у спорідненого Dacrytherium. Ямка була досить великою і, ймовірно, містила якусь залозу. Моляри мали виразно низьку коронку (брахідони) з горбками. Верхній четвертий премоляр був коротким і забезпечений двома горбками. Примітна особливість зубного ряду Catodontherium полягала в особливій формі другого і третього премолярів, особливо подовжених і різко гострих.